# Сколково (Филинский сельсовет)
Сколково — деревня в Вачском районе Нижегородской области. Входит в состав Филинского сельсовета.

## История
По писцовым книгам 1628-30 годов деревня была записана за боярином Михаилом Борисовичем Шеиным, в ней тогда было 5 дворов крестьянских, 5 бобыльских и 5 пустых. В окладных книгах 1676 года деревня значилась в составе Кошелевского прихода, в ней было 14 дворов крестьянских.
В конце XIX — начале XX века деревня входила в состав Клинской волости Муромского уезда Владимирской губернии, с 1926 года — в составе Яковцевской волости. В 1859 году в деревне числилось 29 дворов, в 1905 году — 75 дворов, в 1926 году — 90 дворов. 
С 1929 года деревня являлась центром Сколковского сельсовета Вачского района Горьковского края, с 1931 года — в составе Кошелевского сельсовета, с 1936 года — в составе Горьковской области, с 1954 года — в составе Лесниковского сельсовета, с 1960 года — в составе Клинского сельсовета, с 2009 года — в составе Филинского сельсовета.

## Население
| 1859 | 1905 | 1926 | 1999 | 2002 | 2010 |
| ---- | ---- | ---- | ---- | ---- | ---- |
| 267  | ↗425 | ↘376 | ↘42  | ↘41  | ↘38  |